# Vibrante múltiple epiglotal sorda
La vibrante múltiple epiglotal sorda es un tipo de sonido consonántico, utilizado en algunas lenguas habladas. El símbolo en el alfabeto fonético internacional que representa este sonido es ⟨ʜ⟩, y el símbolo X-SAMPA equivalente es H\.

## Características
- Su modo de articulación es vibrante, lo que significa que es producida al dirigir el aire sobre el articulador para que vibre.
- Su lugar de articulación es epiglotal, lo que significa que se articula con los pliegues ariepiglóticos contra la epiglotis.
- Su fonación es sorda, lo que significa que se produce sin vibraciones de las cuerdas vocales. En algunas lenguas las cuerdas vocales están activamente separadas, por lo que siempre es sorda; en otras las cuerdas están laxas, de modo que puede tomar la sonoridad de sonidos adyacentes.
- Es una consonante oral, lo que significa que al aire se le permite escapar solo por la boca.
- Debido a que el sonido no se produce con el flujo de aire sobre la lengua, la dicotomía central-lateral no se aplica.
- El mecanismo de la corriente de aire es pulmonar, lo que significa que se articula empujando el aire sólo con los pulmones y el diafragma, como en la mayoría de los sonidos.

## Aparición en distintas lenguas
- Aghul: [mɛʜ] suero[2]
- Árabe(iraquí): [ejemplo requerido] Corresponde a / ħ / (ح) en árabe estándar. Véase Fonología del árabe.[2]
- Checheno: хьо [ʜʷɔ] tú
- Dahalo: [ʜaːɗo] flecha
- Haida: x̱ants [ʜʌnts] sombra